# Església parroquial de Sant Llorenç o de la Purificació de Vilar de Canes
L'església parroquial de la Purificació de la Verge de Vilar de Canes (província de Castelló, País Valencià) és d'ordre corinti i va ser construïda a la fi del segle xviii per l'arquitecte Francisco Monfort, veí de Benassal, construint-se sobre les ruïnes d'una antiga capella.
Va ser destruïda durant la guerra civil i reconstruïda totalment amb l'aportació econòmica dels veïns de la localitat. Se'n va conservar intacta la portalada.
Consta d'una nau senzilla i existeixen alguns altars de l'època de la construcció durant el segle xviii.
El Campanar va ser reconstruït parcialment després de la guerra civil, i està rematat amb adorns sobre els vèrtexs. Presenta planta quadrada. En el campanar, està instal·lat el rellotge públic de la localitat, de pèndol, sense automatisme electrònic, i les dues campanes que anuncien amb el seu tradicional volteig manual l'inici d'alguna de les festivitats de la localitat. La campana major, té 75 cm de diàmetre i uns 244 kg de pes, aprox., amb jou construït en fusta d'olivera i contrapès de pedra llaurada subjecta per quatre herrajes. La campana menor, té 50 cm de diàmetre i uns 75 kg de pes aproximadament, amb jou construït en fusta d'olivera, subjecte per dos herratges.